# Guilhermina dos Países Baixos
Guilhermina (Haia, 31 de agosto de 1880 – Apeldoorn, 28 de novembro de 1962) foi a Rainha dos Países Baixos de 1890 até sua abdicação em 1948. Era filha do rei Guilherme III e sua segunda esposa, a princesa Ema de Waldeck e Pyrmont, que serviu como sua regente de sua ascensão até 1898 durante sua minoridade.
Seu reinado acompanhou muitos pontos cruciais e decisivos na história neerlandesa e do mundo: a Primeira Guerra Mundial, a Segunda Guerra Mundial e a Grande Depressão de 1933, bem como o declínio dos Países Baixos como um grande império colonial. Ela teve um papel importante durante a Segunda Guerra, dando inspiração à resistência neerlandesa e sendo uma proeminente líder do governo neerlandês no exílio.

## Primeiros anos e subida ao trono
Guilhermina era a única filha do rei Guilherme III dos Países Baixos e de sua segunda esposa, a princesa Ema de Waldeck e Pyrmont. Sua infância foi caracterizada por uma relação próxima e íntima com seus pais, especialmente com seu pai, que já tinha 63 anos quando ela nasceu.
Guilherme III teve três filhos de seu primeiro casamento com a princesa Sofia de Württemberg, dos quais apenas dois atingiram a fase adulta. Havia, portanto, poucas chances para Guilhermina ascender o trono. No entanto, os dois morreram antes do rei, fazendo de Guilhermina, aos quatro anos, a princesa herdeira da coroa neerlandesa.
Quando seu pai faleceu em 23 de novembro de 1890, Guilhermina ascendeu ao trono com apenas 10 anos de idade e reinou sob a regência de sua mãe até 31 de Agosto de 1898, quando completou 18 anos. O grão-ducado de Luxemburgo conseguiu sua independência depois de sua ascensão, pois lá estava estabelecida a lei sálica, e elegeu o duque Adolfo de Nassau-Weilburg, um primo distante de Guilhermina, como seu novo grão-duque.

## Casamento

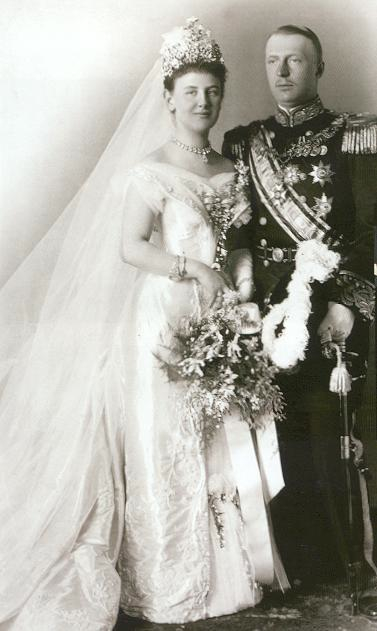
Guilhermina e Henrique

No dia 7 de Fevereiro de 1901, Guilhermina casou-se com o duque Henrique Vladimir Alberto Ernesto de Meclemburgo-Schwerin, filho mais novo de Frederico Francisco II, Grão-Duque de Meclemburgo-Schwerin. Embora o casamento não tenha tido em essência amor, Guilhermina inicialmente tinha afeição por Henrique, cujos sentimentos eram recíprocos. Contudo, seu marido sofria por causa de seu papel como príncipe consorte, declarando que era entediante não ser nada mais do que ornamentação, sempre forçado a andar um passo atrás de sua esposa. Ele não tinha poder nos Países Baixos, e Guilhermina certificou-se disso. Rumores de que o príncipe Henrique havia tido vários filhos ilegítimos contribuíram para a crise do casamento, que, ao longo do tempo, foi ficando mais infeliz. A união só acabou com a morte do príncipe, em 3 de julho de 1934.
Depois de um período de oito anos sem filhos, Guilhermina deu luz a uma menina em 30 de abril de 1909, batizada como Juliana Ema Luísa Guilhermina de Orange-Nassau. Eles não voltaram a ter mais filhos. Em 6 de setembro de 1948, a princesa Juliana sucedeu à Guilhermina no trono neerlandês.

## Descendência
A rainha Guilhermina e o príncipe Henrique tiveram apenas uma filha:
| Nome    | Foto | Nascimento          | Falecimento         | Notas                                                                 |
| ------- | ---- | ------------------- | ------------------- | --------------------------------------------------------------------- |
| Juliana |      | 30 de abril de 1909 | 20 de março de 2004 | Casada com o príncipe Bernardo de Lipa-Biesterfeld, com descendência. |

## Reinado
Diplomática e cuidadosa ao operar com limitações que o povo neerlandês e seus representantes eleitos esperavam, a resoluta Guilhermina tornou-se uma personalidade forte que falava e agia de acordo com seus pensamentos. Essas qualidades mostraram-se mesmo no início de seu reinado, quando, aos 20 anos, a rainha mandou um navio de guerra à África do Sul para libertar Paul Kruger, o ameado presidente de Transvaal. Por isso, Guilhermina ganhou estatura internacional e o respeito e admiração de pessoas em todo o mundo. A rainha tinha um frio desgosto pela Grã-Bretanha, a qual havia juntado Transvaal e o Estado Livre de Orange na Segunda Guerra dos Bôeres. Os bôeres eram descendentes dos colonos neerlandeses, a quem Guilhermina se sentia muito ligada.
A rainha Guilhermina também tinha um agudo entendimento a respeito de negócios, e seus investimentos fariam dela uma das mais mulheres mais ricas no mundo e a primeira mulher a acumular uma riqueza de um bilhão de dólares. Seus investimentos estendiam-se dos Estados Unidos até reservatórios de petróleo nas Índias. A Família Real Neerlandesa ainda tem a reputação de ser a maior acionista da Royal Dutch Shell.

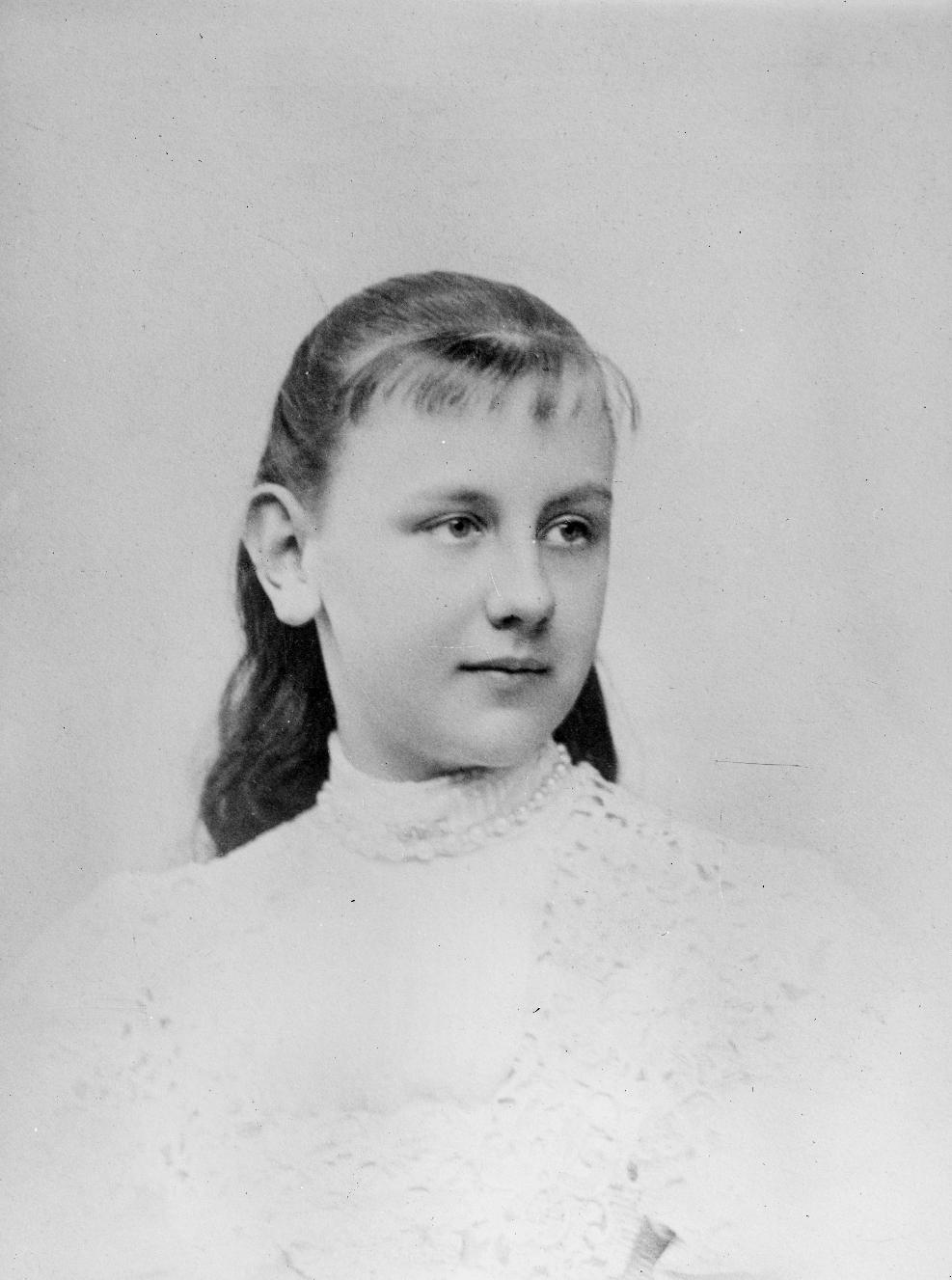
Rainha Guilhermina em 1890
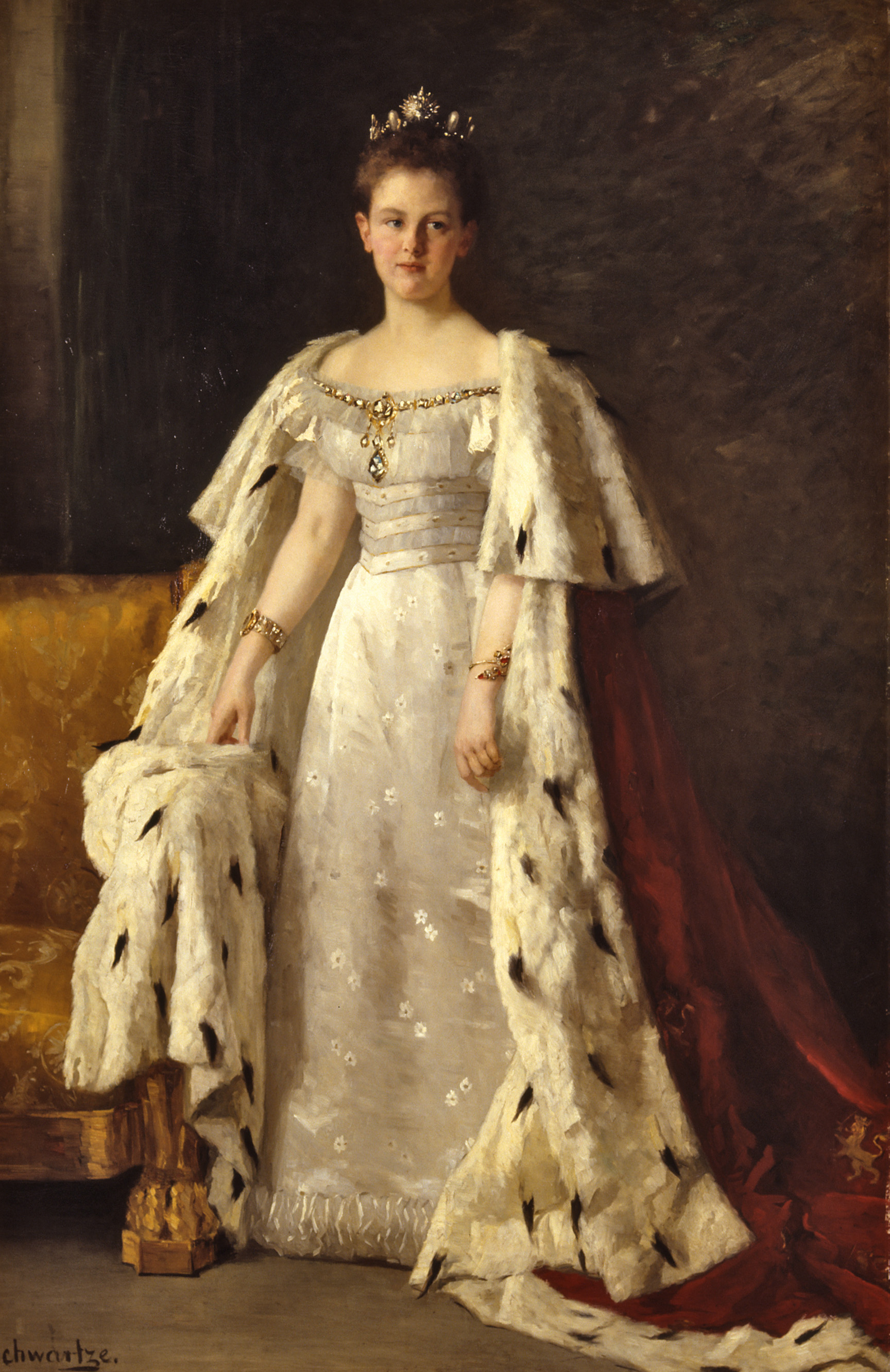
Guilhermina com seu manto de coroação (pintura de Thérèse van Duyl Schwarze)
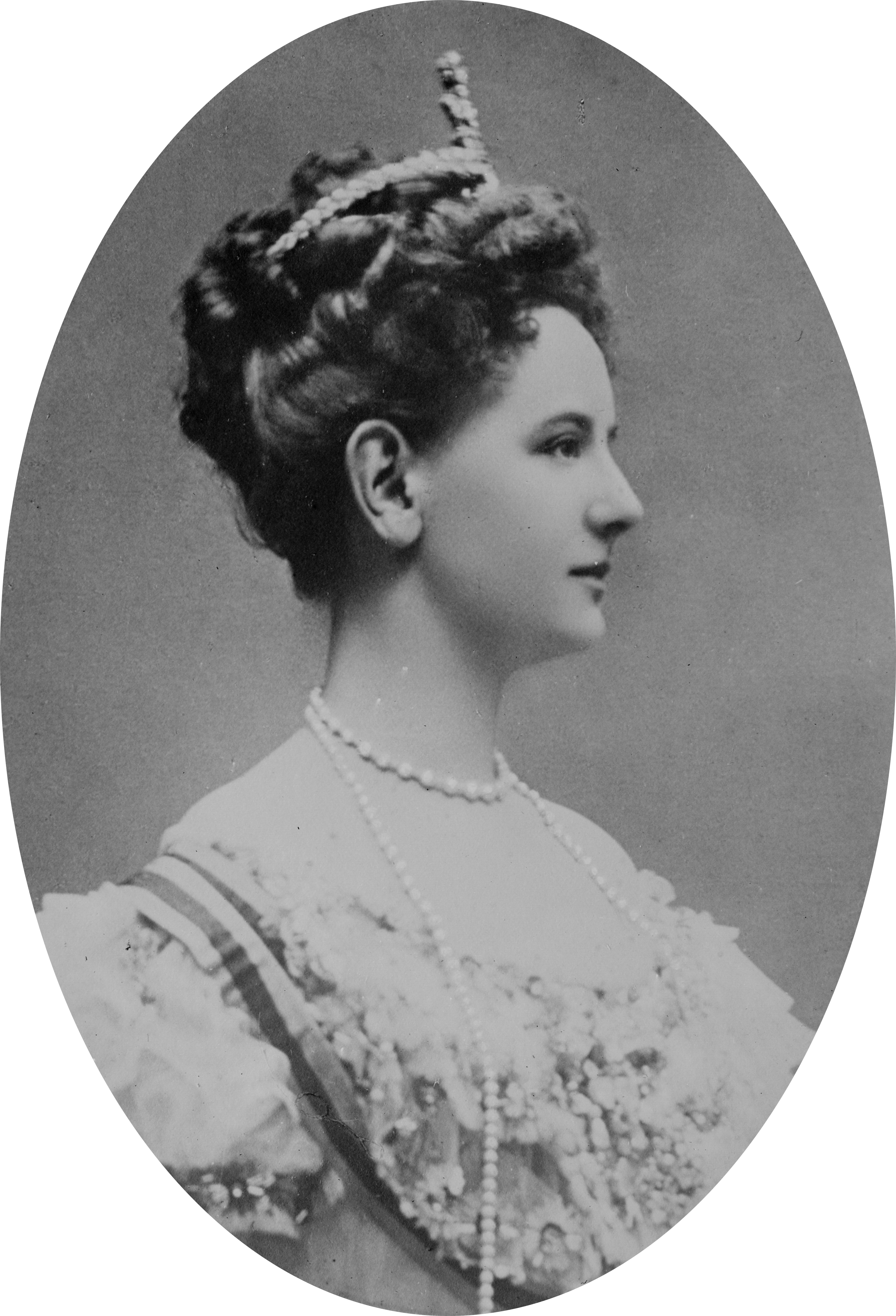
Rainha Guilhermina em 1909
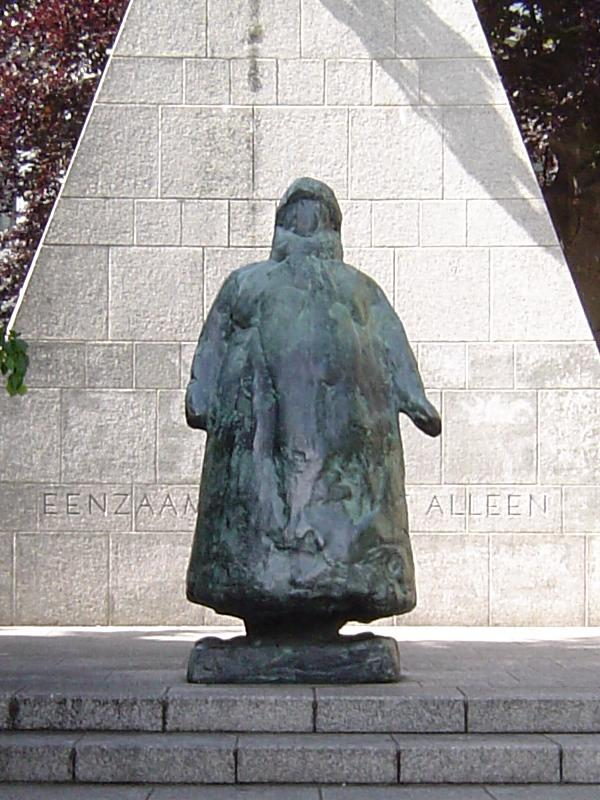
Estátua de Guilhermina em Haia

## Primeira Guerra Mundial
Apesar dos Países Baixos terem se mantido neutros perante a Primeira Guerra Mundial, grandes investimentos germânicos na economia neerlandesa combinados com uma parceria de trocas de mercadorias forçaram o Reino Unido a bloquear os portos neerlandeses numa tentativa de enfraquecer o Império Alemão. O governo neerlandês, em resposta, comerciava com a Alemanha. Aos soldados alemães eram dados queijos Edam, como comida antes de um ataque. Guilhermina era a "rainha dos soldados", mas sendo uma mulher ela não poderia ser um Comandante-em-chefe. Não obstante, ela usava cada oportunidade para inspecionar suas forças. Em muitas ocasiões, ela aparecia sem notícias, desejando ver a realidade e não um show preparado. Ela amava seus soldados, mas não se sentia feliz com a maioria de seus governos, os quais usavam o exército como uma fonte constante para redução de despesas orçamentárias. Guilhermina queria um pequeno, mas bem equipado e treinado, exército; mas isto estava longe da realidade. Ela se sentia sempre desconfiada de um ataque alemão, especialmente no começo. Entretanto, os Estados Unidos e a Grã-Bretanha tomaram conhecimento da violação da soberania territorial neerlandesa e, com as forças bloqueadoras, capturaram muitos navios cargueiros numa tentativa de romper os empenhos de guerra alemães. Assim, cresceram as tensões entre os Países Baixos e as Forças Aliadas.
A inquietação civil, incitada pela revolta dos bolcheviques na Rússia Imperial em 1917, aferrou os Países Baixos depois da guerra. Um líder socialista chamado Troelstra tentou derrubar o governo e a rainha. Em vez de uma revolução violenta, ele queria controlar Tweede Kamer, a Câmara dos Deputados e corpo legislativo do parlamento neerlandês, e esperava executar isso por meios de eleições, convencido de que a classe operária iria apoiá-lo. Contudo, a popularidade da jovem rainha ajudou a restaurar a confiança no governo. Guilhermina e sua filha Juliana atravessaram multidões numa carruagem aberta. Era claro que uma revolução não iria se suceder.

## Entre as guerras
Durante os anos 20 e os 30, os Países Baixos se tornaram uma proeminente potência industrial. Engenheiros recuperaram e aproveitaram vastos montantes de terra que estiveram abaixo da água, construindo um sistema de barragens. Em 1934, seu marido e sua mãe, a rainha Ema, faleceram.
A crise econômica dos anos 30 também foi um período no qual o poder pessoal de Guilhermina alcançou seu zênite. Sob os bem-sucedidos governos do primeiro-ministro Hendrikus Colijn, um leal monarquista, Guilhermina ficou bastante próxima das questões de Estado.
No dia 7 de janeiro de 1937, Guilhermina arranjou o casamento entre sua filha Juliana e o príncipe alemão Bernardo de Lipa-Biesterfeld, garantindo a lista de sucessão do trono dos Países Baixos. Bernardo perdeu a maioria de suas posses depois da Grande Guerra, e acreditava-se que ele era um ajudante do regime nazista, mas não há nenhuma evidência disso. Popular, Guilhermina respeitou a Constituição, deixando os partidos governarem.

## Segunda Guerra Mundial
Em 10 de maio de 1940, a Alemanha Nazi invadiu os Países Baixos, e a rainha e sua família foram para o Reino Unido três dias depois. Guilhermina queria, na verdade, permanecer no país: ela planejava ir à província sulista Zelândia com suas tropas para coordenar resistência através da cidade de Breskens e continuaria lá até que reforços chegassem, assim como o rei  Alberto I da Bélgica havia feito durante a Primeira Guerra Mundial. Ela estava a bordo de um cruzeiro britânico em Haia que a levaria até lá; no entanto, enquanto estava a bordo, o capitão lhe informou que havia esquecido de fazer contato com a costa neerlandesa e que, como Zelândia estava sob forte ataque da Luftwaffe, era perigoso ir. Guilhermina então tomou a decisão de ir para a Londres, planejando retornar o mais cedo possível.
As forças armadas neerlandesas nos Países Baixos, exceto as da província Zelândia, renderam-se em 14 de maio. Na Grã-Bretanha, a rainha tomou conta do governo neerlandês em exílio, levantando um encadeamento de comando e imediatamente comunicando mensagens ao seu povo.
As relações entre a rainha e o governo neerlandês eram tensas, com mutual desgosto enquanto a guerra progredia. Devido a sua experiência e ao seu conhecimento, Guilhermina tornou-se uma figura proeminente, respeitada por vários líderes do mundo. O governo não tinha um parlamento para apoiá-lo e sustentá-lo com poucos empregados para assisti-los. Uma primeira prova de poder veio quando o primeiro-ministro Dirk Jan de Geer intencionou abrir negociações com os nazistas por uma paz separada, posto que ele não acreditava que os Aliados venceriam. A rainha Guilhermina, contrária a esta ideia, conseguiu remover de Geer do poder, com a ajuda do ministro Pieter Sjoerds Gerbrandy.
Durante a guerra, sua fotografia era um sinal de resistência contra os alemães. Como Winston Churchill, a rainha Guilhermina transmitiu mensagens ao povo neerlandês através da Rádio Oranje. A rainha chamava Adolf Hitler de "o arquiinimigo da humanidade". Suas transmissões noturnas eram aviadamente esperadas pelas pessoas, que tinham que se esconder a fim de escutá-las ilegalmente. Guilhermina quase foi morta por uma bomba que levou a vida de muitos de seus guardas e que danificou sua casa campestre em South Mimms, em Hertfordshire. Em 1944, a rainha tornou-se a segunda mulher a empossar a Ordem da Jarreteira. Churchill a descreveu como o único homem de verdade entre o governo neerlandês em exílio em Londres.
Na Inglaterra, ela desenvolveu ideias sobre uma nova vida política e social para os neerlandeses depois da liberação. Queria um gabinete forte formado por pessoas ativas na resistência. Guilhermina demitiu o primeiro-ministro De Geer e pôs outro, com a aprovação de outros políticos neerlandeses, em seu lugar. A rainha odiava políticos, mas expressava amor pelas pessoas. Quando os Países Baixos foi libertado em 1945, ela ficou desapontada vendo as mesmas facções políticas tomando o poder, assim como antes da guerra.
Com o fim da Segunda Guerra Mundial, Guilhermina decidiu não voltar para o palácio, mas mudar-se para uma mansão em Haia, onde viveu por oito meses, e viajou pelo país para motivar as pessoas, às vezes usando uma bicicleta ao invés de carro. No entanto, em 1947, enquanto o país se recuperava dos prejuízos, uma revolta nas Índias Orientais Holandesas representou uma situação crítica para a elite econômica neerlandesa e para a rainha. Sua perda de popularidade e saída forçada das Índias, sob pressão internacional, levaram-na a abdicar.

## Últimos anos
Em 4 de setembro de 1948, depois de um reinado de cinqüenta e oito anos e quinze dias, Guilhermina abdicou em favor de sua filha, Juliana. Ela foi, a partir daquele dia, estilizada como "Sua Alteza Real Princesa Guilhermina dos Países Baixos". Depois de seu reinado, a influência da monarquia neerlandesa começou a cair, mas o amor do povo pela família real continuou. Guilhermina então retirou-se para o Palácio Het Loo, fazendo poucas aparições públicas até a catastrófica inundação de 1953. Mais uma vez, ela viajou por todo o país para encorajar e para motivar o povo neerlandês. Durante seus últimos anos, ela escreveu sua biografia, intitulada Eenzaam, maar niet alleen ("Solitária, Mas Não Sozinha"). A rainha Guilhermina morreu em 28 de novembro de 1962, aos 82 anos da idade, e seu corpo foi enterrado na cripta da família real da Nieuwe Kerk, em Delft, no dia 8 de dezembro do mesmo ano.

## Títulos e honras

Monograma real de Guilhermina

- 31 de agosto de 1880 a 21 de junho de 1884: Sua Alteza Real, a Princesa Paulina
- 21 de junho de 1884 a 23 de novembro de 1890: Sua Alteza Real, a Princesa Guilhermina
- 23 de novembro de 1890 a 4 de setembro de 1948: Sua Majestade, a Rainha
- 4 de setembro de 1948 a 28 de novembro de 1962: Sua Alteza Real, a Princesa Guilhermina

## Curiosidades
Antes da explosão da Primeira Guerra Mundial, a jovem rainha Guilhermina visitou o imperador Guilherme II da Alemanha, que ostentou-se à Guilhermina dizendo que os Países Baixos eram um pequenino país: "Meus guardas são de sete pés de altura, e os seus são apenas ombros perto deles". Guilhermina sorriu educadamente e respondeu: "Certamente, Sua Majestade, seus guardas são de sete pés de altura. Mas quando abrimos nossos diques, a água é de dez pés de profundidade!". [carece de fontes?]
Em sua homenagem, a cidade do Rio de Janeiro nomeou uma rua do Leblon como "Rua Rainha Guilhermina", que liga a Avenida Delfim Moreira à Avenida Visconde de Albuquerque.

## Cultura popular
Foi interpretada por Anne Wil Blankers na série televisiva "Wilhelmina", em 2001.